# Cryphaeophilum molle
Cryphaeophilum molle är en bladmossart som beskrevs av Fleischer 1914. Cryphaeophilum molle ingår i släktet Cryphaeophilum och familjen Cryphaeaceae. Inga underarter finns listade i Catalogue of Life.